# 保罗·尼希尔
保罗·尼希尔（英語：Paul Nihill，1939年9月5日—2020年12月15日），英国男子田径运动员。他曾代表英国参加1964年、1968年、1972年和1976年夏季奥林匹克运动会田径比赛，其中1964年奥运会获得一枚银牌。